# Norman Leet
Norman David Leet (sinh ngày 13 tháng 3 năm 1962) là một cựu cầu thủ bóng đá người Anh thi đấu ở Football League cho Leicester City.